# Rosario Romeo
Rosario Romeo (Giarre, 11 ottobre 1924 – Roma, 16 marzo 1987) è stato uno storico e politico italiano,  ex europarlamentare.

## Biografia

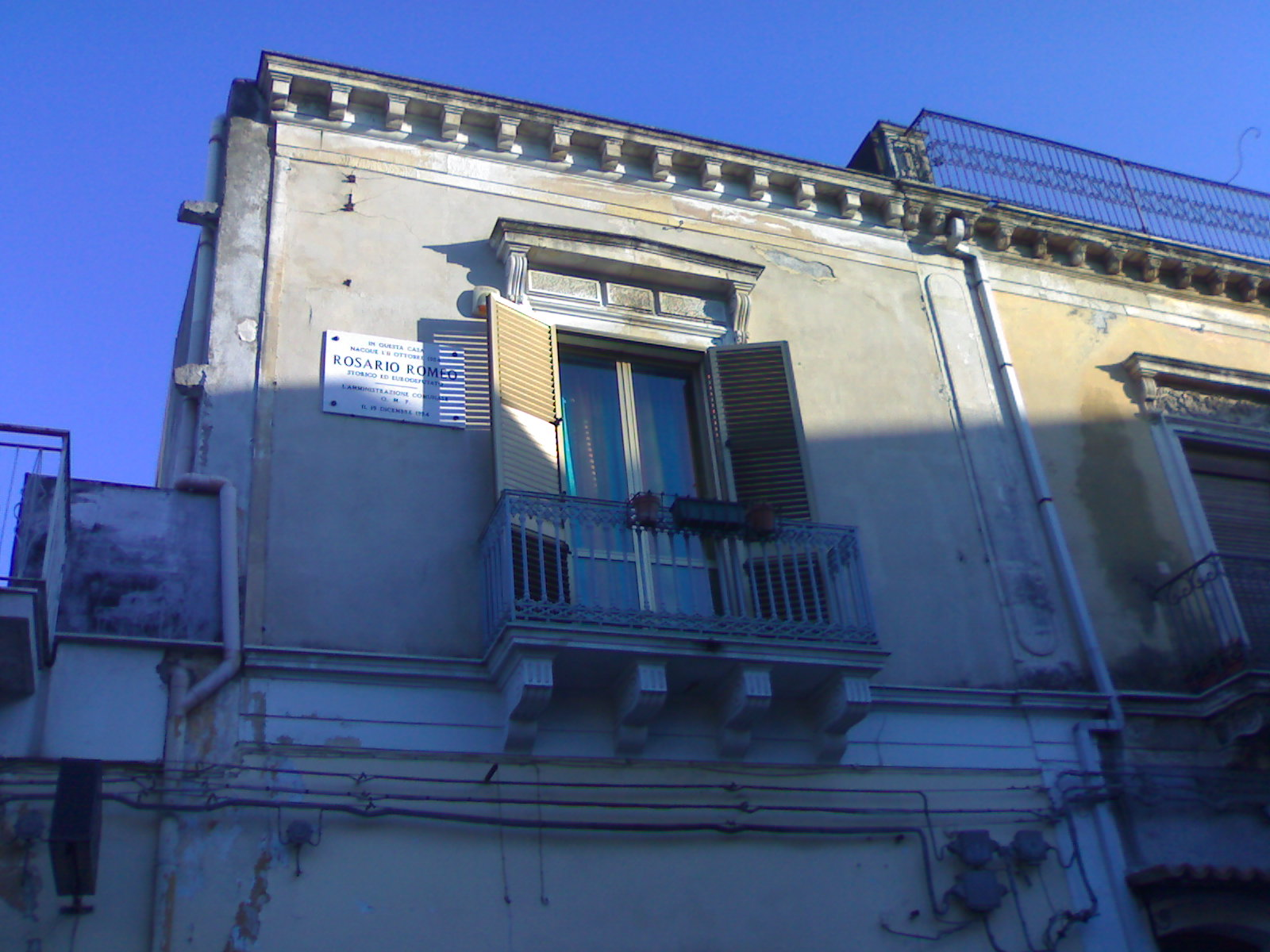
La casa natale di Rosario Romeo a Giarre

### L'attività scientifica
Allievo di Gioacchino Volpe e Nino Valeri, dopo la laurea all'Università degli Studi di Catania, vinse nel 1947 una borsa di studio dell'Istituto Italiano per gli Studi Storici. Esaurita la borsa e completata la stesura del suo primo libro, Il Risorgimento in Sicilia, il direttore dell'Istituto, Federico Chabod, lo chiamò prima a collaborare al Dizionario Biografico degli Italiani, poi, nel 1953, lo volle ancora a Napoli come segretario dell'Istituto.
Dal 1956 fu docente di Storia all'Università degli Studi di Messina e dal 1962 di Storia moderna all'Università di Roma, prima nella Facoltà di Magistero e, successivamente, in quella di Lettere e Filosofia. Fu anche docente all'Istituto universitario europeo.
Dal 1978 insegnò alla Libera università internazionale degli studi sociali Guido Carli (Luiss) di Roma, dove fu anche rettore, socio nazionale dell'Accademia dei Lincei dal 1986. Fece parte del Comitato scientifico della Fondazione Luigi Einaudi di Torino.
Nel 1968 fu determinante nel far ottenere a Renzo De Felice l'incarico di professore ordinario presso l'Università di Salerno e anni dopo difese il celebre storico quando, dopo la pubblicazione della biografia monumentale di Mussolini, venne accusato da Leo Valiani e Nicola Tranfaglia di revisionismo filofascista.
Studioso del Risorgimento, tra le sue numerose opere si ricorda la grande opera (tre volumi in quattro tomi) Cavour e il suo tempo.

### L'attività parlamentare
Liberale, si avvicinò al Partito Repubblicano di Giovanni Spadolini e fu eletto alle elezioni europee del 1984 per la lista unica PRI-PLI. È stato vicepresidente del gruppo parlamentare "Gruppo Liberale e Democratico" e "Gruppo Liberale e Democratico Riformatore", membro della Commissione per la politica regionale e l'assetto territoriale e della Commissione per gli affari istituzionali; rimase in carica fino alla morte nella primavera del 1987.

## Pubblicazioni

### La biografia di Camillo Benso, conte di Cavour
- Cavour e il suo tempo (1810-1842), Collezione storica, Bari, Laterza, 1969.
- Cavour e il suo tempo (1842-1854) tomo primo, Collezione storica, Bari, Laterza, 1977
- Cavour e il suo tempo (1842-1854) tomo secondo, Collezione storica, Bari, Laterza, 1977.
- Cavour e il suo tempo (1854-1861), Collezione storica, Bari, Laterza, 1984.
- Vita di Cavour, Collana Storia e Società, Bari, Laterza, 1984. [edizione condensata de Cavour e il suo tempo]

### Altre opere
- Il Risorgimento in Sicilia, Catania, Biblioteca della Facoltà di Lettere e Filosofia, 1948; Bari, Laterza, 1950.
- Le scoperte americane nella coscienza italiana del Cinquecento, Milano-Napoli, 1954; Roma-Bari, Laterza, 1989.
- Risorgimento e capitalismo, Biblioteca di cultura moderna, Bari, Laterza, 1959.
- Breve storia della grande industria in Italia 1861-1961, Bologna, Cappelli, [1961] 1963.
- Mezzogiorno e Sicilia nel Risorgimento, Napoli, ESI, 1963.
- Il giudizio storico sul Risorgimento, II ed. accresciuta, Acireale-Catania, Bonanno, 1967, 1987.
- Dal Piemonte sabaudo all'Italia liberale, Torino, Einaudi, 1963; Roma-Bari, Laterza, 1974.
- Gli scambi degli Stati sardi con l'estero nelle voci più importanti della bilancia commerciale (1819-1859), Centro Studi Piemontesi, 1975.
- Il problema nazionale tra XIX e XX secolo: idee e realtà, Roma, Bulzoni, 1977.
- Italia moderna fra storia e storiografia, Quaderni di storia diretti da Giovanni Spadolini, Firenze, Le Monnier, 1977.
- L'Italia unita e la Prima Guerra Mondiale, Collana Biblioteca di cultura moderna n.807, Bari, Laterza, 1978.
- Italia mille anni. Dall'età feudale all'Italia moderna ed europea, collana Quaderni di storia diretti da Giovanni Spadolini, Firenze, Le Monnier, 1981. - Prefazione di Giuseppe Galasso, Collana I gioielli, Rubbettino, Soveria Mannelli, 2012, ISBN 978-88-498-3423-9.
- Italia laica ed Europa unita, Roma, Edizioni della Voce, 1986.
- Italia democrazia industriale: dal Risorgimento alla repubblica, Firenze, Le Monnier, 1987.
- L'Italia liberale: sviluppo e contraddizioni, Milano, Il Saggiatore, 1987.
- Gli scritti. Scritti storici, 1951-1987. Scritti politici 1953-1987, Introduzione di Giovanni Spadolini, 2 voll., Collana La Cultura, Milano, Il Saggiatore, 1990.
- Il comune rurale di Origgio nel secolo XIII, Presentazione di Cinzio Violante, Collana La Cultura, Milano, Il Saggiatore, 1992.
- Cavour, il suo e il nostro tempo, intervista a cura di Guido Pescosolido, Firenze, Le Lettere, 2010, ISBN 978-88-608-7363-7.
- L'Italia alla prova. Risorgimento e prima guerra mondiale, a cura di Guido Pescosolido, Gaspari, 2017, ISBN 978-88-754-1515-0.
- Richelieu. Alle origini dell'Europa moderna, Introduzione e cura di Guido Pescosolido, Collana Saggi, Roma, Donzelli, 2018, ISBN 978-88-684-3776-3.